# Ilhéu dos Pássaros
Ilhéu dos Pássaros – wysepka położona między 2 a 3 km na północny zachód od wyspy São Vicente i jednocześnie 1,3 km na północny zachód od pobliskiego przylądka João Ribeira w miejscowości Mindelo.
Ilhéu dos Pássaros administracyjnie jest częścią jednostki samorządowej São Vicente. Wysepka jest wulkaniczną górą podwodną.

## Geografia
Wysepka posiada suche obszary trawiaste i skaliste występy, które wznoszą się na wysokość do 40 m. Jej długość i szerokość wynosi około 150 m. Graniczy z Mindelo Bay i Canal de São Vicente. Leży na Oceanie Atlantyckim.

## Panorama
Wysepkę można zobaczyć z południowej części wyspy Santo Antão oraz z zachodniej i północnej połowy wyspy São Vicente, szczególnie z gór Monte Verde i Monte Cara oraz miejscowości Mindelo i Lazareto. Na wysepce znajduje się latarnia morska.

## Pobliskie wyspy i wysepki
- Santo Antão na północ
- São Vicente na wschód, południe i zachód